# 애무 (노래)
〈애무〉(일본어: 愛撫 아이부[*])는 일본의 여가수 나카모리 아키나(中森明菜)의 28번째 싱글로 〈짝사랑〉(片想い)과 더불어 양A사이드 싱글로서 1994년 3월 24일에 발매하였다. (8cmCD: MVDD-10004) 작사는 마츠모토 다카시(松本隆)가, 작곡과 편곡은 코무로 테츠야(小室哲哉)가 담당하였고 MCA 빅터의 레이블로 출시되었다.
본래 지난해인 1993년에 발매된 정규 음반 《UNBALANCE+BALANCE》에 수록된 곡이었으나 이번엔 싱글곡으로 낙점되어 싱글로서 출시되었다. 1994년 4월 4일, 오리콘 주간 싱글 차트 21위로 처음 등장하여 다음 주인 4월 11일에 최고순위 17위를 달성하였다. 이후 차트 톱100을 총 8주간 지켰다.

## 수록곡
| #            | 제목                                                               | 작사            | 작곡            | 편곡          | 재생 시간 |
| ------------ | ------------------------------------------------------------------ | --------------- | --------------- | ------------- | --------- |
| 1.           | 〈〈짝사랑〉(片想い)〉                                             | 야스이 카즈미   | 가와구치 마코토 | 센주 아키라   | 3:54      |
| 2.           | 〈〈애무〉(愛撫)〉                                                 | 마츠모토 다카시 | 코무로 테츠야   | 코무로 테츠야 | 5:13      |
| 3.           | 〈〈짝사랑 (오리지널 가라오케)〉(片想い（オリジナル・カラオケ）)〉 |                 |                 |               | 3:54      |
| 4.           | 〈〈애무 (오리지널 가라오케)〉(愛撫（オリジナル・カラオケ）)〉     |                 |                 |               | 5:13      |
| 총 재생 시간 | 총 재생 시간                                                       | 총 재생 시간    | 총 재생 시간    | 총 재생 시간  | 18:14     |